# Internationale Filmfestspiele von Cannes 2004
Die 57. Internationalen Filmfestspiele von Cannes 2004 fanden vom 12. Mai bis zum 23. Mai 2004 statt.

## Wettbewerb
Im Wettbewerb des Festivals wurden im Jahr 2004 folgende Filme gezeigt:

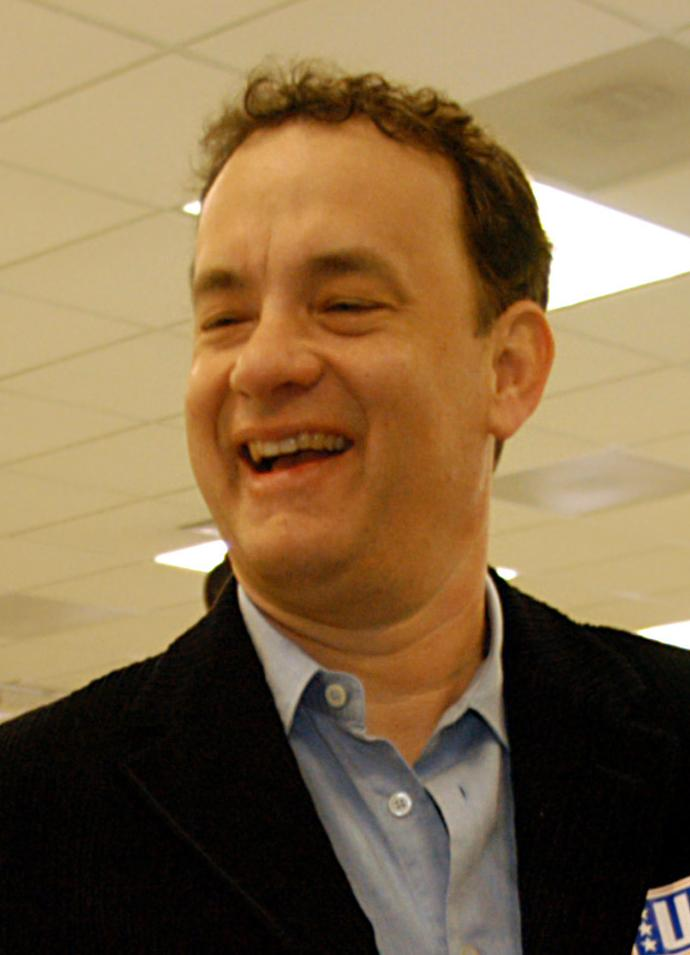
Tom Hanks

| Filmtitel                                           | Regisseur                 | Produktionsland                            | Darsteller (Auswahl)                                 |
| 2046                                                | Wong Kar-Wai              | China, Hongkong, F, D                      | Tony Leung, Gong Li, Zhang Ziyi                      |
| Clean                                               | Olivier Assayas           | Kanada, Frankreich, UK                     | Maggie Cheung, Nick Nolte, Béatrice Dalle            |
| Le Conseguenze dell’amore                           | Paolo Sorrentino          | Italien                                    | Toni Servillo, Olivia Magnani                        |
| Exil                                                | Tony Gatlif               | Frankreich, Japan                          | Romain Duris                                         |
| Fahrenheit 9/11*                                    | Michael Moore             | USA                                        | Dokumentarfilm                                       |
| Die fetten Jahre sind vorbei                        | Hans Weingartner          | Deutschland, Österreich                    | Daniel Brühl, Julia Jentsch, Stipe Erceg             |
| Ghost in the Shell 2 – Innocence                    | Mamoru Oshii              | Japan                                      | Zeichentrickfilm                                     |
| The Ladykillers                                     | Ethan und Joel Coen       | USA                                        | Tom Hanks, Irma P. Hall, Marlon Wayans               |
| Das Leben ist ein Wunder                            | Emir Kusturica            | Serbien, Frankreich                        | Slavko Štimac, Mirjana Karanović                     |
| The Life and Death of Peter Sellers                 | Stephen Hopkins           | USA, UK                                    | Geoffrey Rush, Charlize Theron, Emily Watson         |
| Mondovino – Die Welt des Weins (Mondovino)          | Jonathan Nossiter         | Argentinien, Frankreich, Italien, USA      | Dokumentarfilm                                       |
| La niña santa – Das heilige Mädchen (La niña santa) | Lucrecia Martel           | Argentinien, Italien, Niederlande, Spanien | Mercedes Morán                                       |
| Nobody Knows                                        | Hirokazu Koreeda          | Japan                                      | Yūya Yagira                                          |
| Oldboy                                              | Park Chan-wook            | Südkorea                                   | Choi Min-sik                                         |
| Die Reise des jungen Che (Diarios de motocicleta)   | Walter Salles             | ARG, USA, Kuba, D, MEX, UK, Chile, Peru, F | Gael García Bernal, Rodrigo de la Serna, Mía Maestro |
| Schau mich an!                                      | Agnès Jaoui               | Frankreich, Italien                        | Marilou Berry, Jean-Pierre Bacri                     |
| Shrek 2 – Der tollkühne Held kehrt zurück (Shrek 2) | Andrew Adamson            | USA                                        | Zeichentrickfilm                                     |
| Tropical Malady                                     | Apichatpong Weerasethakul | Thailand, F, D, I                          |                                                      |
| Yeojaneun namjaui miraeda                           | Sang-soo Hong             | Südkorea, Frankreich                       |                                                      |

* = Goldene Palme

## Internationale Jury
In diesem Jahr war Quentin Tarantino Jurypräsident. Er stand einer Jury mit folgenden Mitgliedern vor: Emmanuelle Béart, Edwidge Danticat, Tilda Swinton, Kathleen Turner, Benoît Poelvoorde, Jerry Schatzberg, Tsui Hark und Peter von Bagh.

## Preisträger
- Goldene Palme: Fahrenheit 9/11
- Großer Preis der Jury: Oldboy

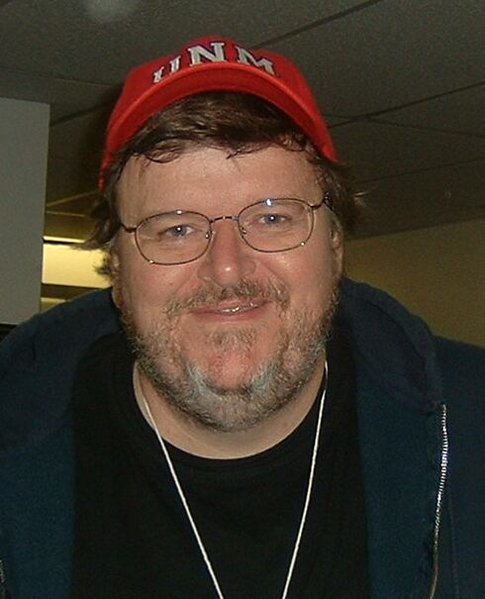
Michael Moore, Fahrenheit 9/11

- Jurypreis: Irma P. Hall für ihr Schauspiel in The Ladykillers und Sud pralad
- Bester Schauspieler: Yūya Yagira in Nobody Knows
- Beste Schauspielerin: Maggie Cheung in Clean
- Beste Regie: Tony Gatlif für Exil
- Bestes Drehbuch: Agnès Jaoui und Jean-Pierre Bacri für Schau mich an!
- Technikpreis: Éric Gautier für seine Kameraarbeit in Clean und Die Reise des jungen Che

## Weitere Preise

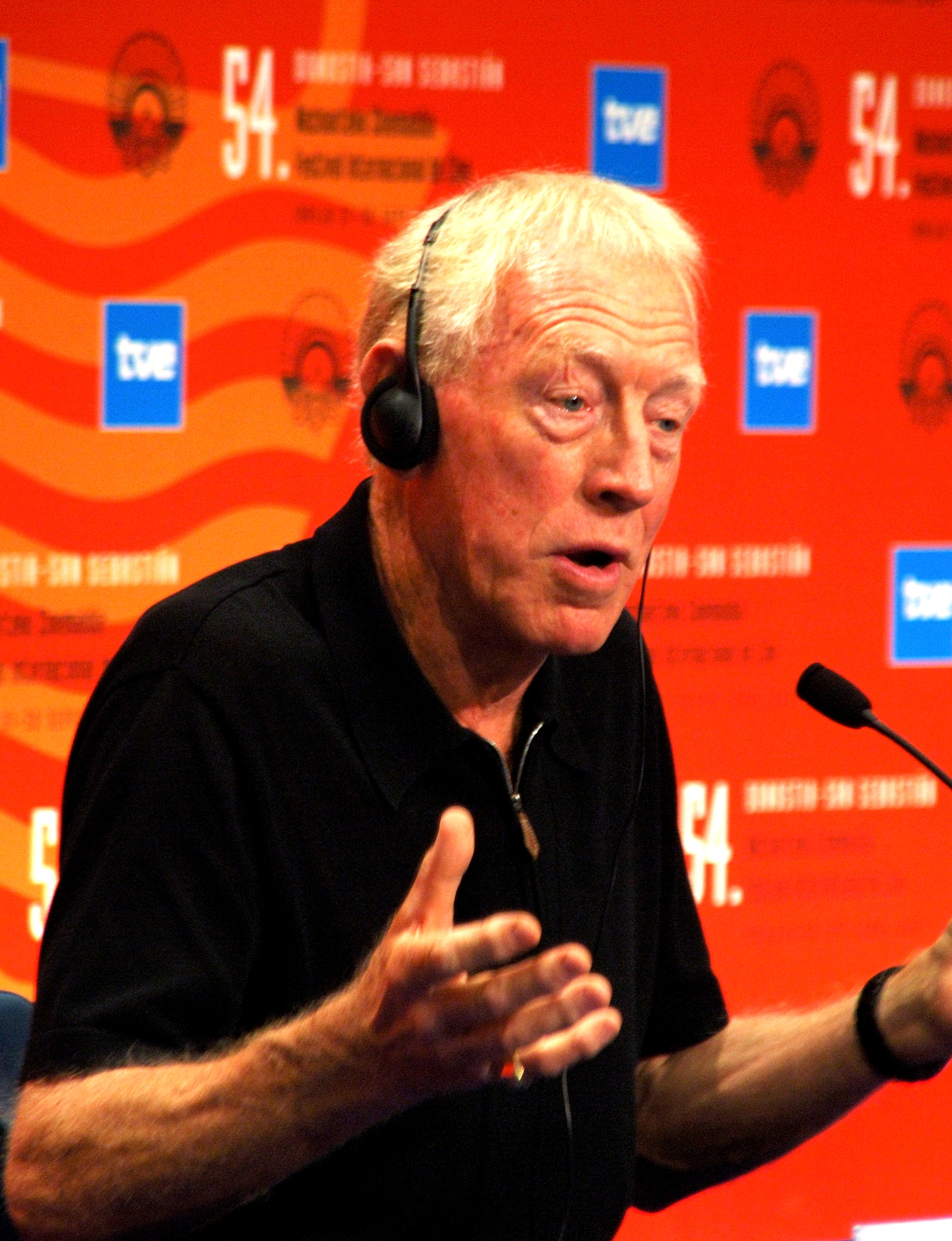
Max von Sydow

- Festival Trophy: Gong Li und Max von Sydow
- Caméra d’Or: Eine Tochter (Or) von Keren Yedaya
- FIPRESCI-Preis: Fahrenheit 9/11 von Michael Moore
- Preis der Ökumenischen Jury: Die Reise des jungen Che (Diarios de motocicleta) von Walter Salles

## Un Certain Regard
In der Sektion Un Certain Regard wurden in diesem Jahr unter anderem folgende Filme gezeigt:
Attentat auf Richard Nixon von Niels Mueller, Don’t Move von Sergio Castellitto, Hotel von Jessica Hausner, Marseille von Angela Schanelec, Somersault von Cate Shortland, Noite Escura von João Canijo, Whisky von Juan Pablo Rebella und Pablo Stoll.
Den Un-Certain-Regard-Preis erhielt in diesem Jahr der senegalesische Film Moolaadé – Bann der Hoffnung von Ousmane Sembène.